# XXX 2: estado de emergencias
xXx 2: Estado de emergencias (título original en inglés: xXx: State of the Union y mayoritariamente estrenada como xXx 2: The Next Level fuera de Estados Unidos y Canadá) es una película de acción estadounidense de 2005 dirigida por Lee Tamahori. Es la secuela de la película xXx y la segunda entrega de la franquicia homónima.
Vin Diesel y Rob Cohen firmaron una secuela antes de que se estrenara la primera película, pero ambos se retiraron porque a Diesel no le gustó el guion, mientras que Cohen trabajó en el rodaje de Stealth: La amenaza invisible. Cohen permaneció como productor ejecutivo en esta entrega y el rapero Ice Cube asumió el papel principal como el nuevo xXx y Tamahori fue contratado para dirigir la película, luego del gran éxito comercial de Die Another Day, la película de James Bond de Pierce Brosnan, que el mismo Tamahori había dirigido. Se prepararon dos guiones diferentes para la película y se seleccionó el guion escrito por Simon Kinberg; mientras que el otro guion presentaba una trama radicalmente diferente.
xXx 2: Estado de emergencias fue un fracaso de taquilla y los críticos criticaron principalmente por sus actuaciones, una historia ilógica y el uso excesivo de efectos visuales basados en CGI para la mayoría de las secuencias de acción. Es la última película de la serie de películas xXx en ser distribuida por Columbia Pictures, ya que Paramount Pictures se convirtió en el distribuidor de sus futuras películas, comenzando con su secuela xXx: Reactivado.

## Argumento
Tras los sucesos ocurridos en xXx, nada más se sabe del agente Xander Cage (Vin Diesel), hasta conocerse su presunta muerte a manos del Sargento Alabama Cobb (John G. Connolly), durante su exilio en Bora Bora. Un tiempo más tarde, las acciones se inician en Virginia, donde un ranchero descubre un grupo de cadáveres en su granja, tras lo cual es asesinado por asaltantes. La razón de la presencia de esos atacantes en dicha granja, se debe a la presencia de un búnker de la Agencia de Seguridad Nacional (NSA) disimulado bajo el establo de caballos. Los terroristas irrumpen en el búnker empleando explosivos especiales que terminan arrasando con todo a su paso. Las bajas garantías de seguridad, provocan que el agente Augustus Gibbons (Samuel L. Jackson), responsable del programa xXx, escape a duras penas del lugar. Una vez a resguardo, Toby Lee Shavers (Michael Roof), el asistente personal de Gibbons, le informa a su jefe sobre la relación entre el ataque al búnker de la NSA y el aparente asesinato de Cage, apuntando como autor del crimen al mismo Cobb. Lejos de bajar la guardia, Gibbons pone en marcha un plan para reclutar a un nuevo agente xXx, recayendo la elección en el teniente Darius Stone (Ice Cube), un exagente SEAL que se encontraba en el 9.º año de su condena de 20 en Leavenworth por desacato y romper la mandíbula del General George Deckert (Willem Dafoe), convertido ahora en el Secretario de Defensa.
Gibbons saca a Stone del encierro mediante su escape, quien luego se erige como su líder debido a su falta de confianza en Gibbons. Mientras conducen hacia Washington, Stone se reúne con sus antiguos secuaces Zeke (Xzibit) y Lola Jackson (Nona Gaye), su exnovia, ahora encargada de una tienda de autos exóticos. A pesar de haberse mudado, Lola acepta que Stone, Shavers y Gibbons se escondan en su tienda, a cambio del Pontiac GTO 1967 armado y la promesa de que Stone no se interpondría en su vida. Una vez puesto en funciones, Stone recibe como instrucción recuperar un disco duro del búnker asaltado, teniendo un enfrentamiento con el agente Kyle Steele (Scott Speedman) del cual consigue escapar. Sin embargo, en ese mismo momento, Gibbons es víctima de un atentado el cual resulta aparentemente exitoso, contando con la complicidad de Cobb y Deckert. Conocedor de lo sucedido, Stone busca a Charlie Mayweather (Sunny Mabrey) una ex-informante de Gibbons para pedirle ayuda asistencia. Charlie dirige a Stone a una fiesta donde Stone reconoce que los guardaespaldas de Deckert son miembros de su antiguo equipo SEAL, antes de escuchar a Deckert discutir con el general de 4 estrellas Jack Pettibone (Ned Schmidtke). Mientras huye de los guardaespaldas de Deckert, Mayweather lo ayuda a escapar, pero cuando llega a la casa de esta, descubre el perímetro delimitado como escena de crimen debido al asesinato de Pettibone. El escenario quedó preparado como para involucrar a Stone como autor del crimen, cuando en realidad, Pettibone fue ejecutado por Mayweather mediante órdenes de Deckert. 
La policía llega a la escena del crimen junto al agente Steele, quien se acerca a Stone para proponerle un trato, con el fin de garantizar su libertad. Al mismo tiempo, Shavers ingresa a las instalaciones de el Pentágono para hackear sus computadoras, a fin de obtener información sobre los planes de Deckert. Tras su encuentro con Steele, Stone se infiltra entre las tropas del USS Independence, leales a Deckert, donde descubre que Gibbons está con vida y confinado en este barco, junto con el resto de su equipo SEAL. Stone se da cuenta de que los hombres que se pusieron del lado de él contra Deckert hace 9 años son prisioneros, mientras que aquellos a los que se mantuvieron leales son la seguridad de Deckert y al mismo tiempo, Stone descubre que Deckert no solo es un político corrupto, sino que también está orquestando un golpe de Estado contra el presidente James Sanford (Peter Strauss) para subir al poder, amparado por su puesto dentro de la cadena de sucesión de mando. El plan se echa a perder, al ser Stone delatado por Mayweather que se encontraba a bordo del barco. Gibbons le ordena a Stone escapar y abandonarlo, a fin de poner a salvo el material incriminatorio, produciéndose un enfrentamiento donde Stone secuestra un tanque y finalmente consiguiendo escapar. Por otro lado, Steele investiga el expediente de Stone y descubre el por qué estaba en prisión: Deckert ordenó a su equipo SEAL que iniciara un incendio para limpiar a los civiles, pero Stone y la mitad de la unidad se negaron y se amotinaron, lo que provocó que Stone lo golpeara.
Tras escapar del portaaviones, Stone se pone en contacto con Steele y le revela el plan de Deckert. Sin embargo, Steele no confía en las pruebas presentadas por Stone, lo que provoca frustración en el xXx, pero después de su encuentro con Stone, Steele mantiene una conversación con Deckert que no hace otra cosa más que confirmarle que Stone tenía toda la razón. Vuelve a contactar a Stone, donde además de confirmarle que tenía razón en su acusación, le informa que Deckert planea eliminar a Sanford y a todos los miembros de la cadena de mando, a fin de subir al poder, con el objetivo de sabotear el plan de Sanford de desmantelar ramas militares para enfocarse en la asistencia extranjera.
Incapaces de confiar en la aplicación legítima de la ley, debido al poder amasado por Deckert y por lo que su figura representaba, Stone, Steele y Shavers reciben la ayuda de Zeke y su pandilla para llevar a cabo un operativo para sabotear las pretensiones del desquiciado Secretario de Defensa. El equipo secuestra un camión de 18 ruedas, con el que transportan todo tipo de armamento pesado bajo el disfraz de un camión de reparto. Una vez secuestrado el arsenal del Departamento de Seguridad Nacional, el equipo se dirige al Capitolio, donde Sanford se encuentra dando su discurso sobre el estado de la Unión sin contar con que el edificio se encuentra bajo la custodia de personal leal a Deckert. En un momento dado, durante la pronunciación del discurso, las luces se cortan permitiendo al equipo de Stone y Steele irrumpir en el Capitolio a la fuerza, iniciándose un violento tiroteo en el cual Mayweather termina siendo liquidada por Gibbons, quien había escapado de su cautiverio. Sin embargo, Deckert aprovecha la confusión y junto a Cobb toman prisionero al presidente Sanford, llevándolo a un tren bala que servía como vía de escape. Lola llega a la zona de conflicto al comando de un Ford Shelby Cobra Concept 2004, el cual es utilizado por Stone para perseguir al tren bala. Stone logra dar alcance al tren y comienza un enfrentamiento con Cobb (después de que lo dejara malherido en la muñeca), logrando asesinarlo mediante una explosión de gas metano tras arrojar un encendedor en ella. Por su parte, Gibbons y Steele brindan asistencia a través de un helicóptero, tratando de rescatar al presidente. Stone finalmente llega hasta Deckert trenzándose en una pelea, mientras Steele consigue rescatar a Sanford y no sin antes recibir un disparo en el brazo por parte de Deckert. Una vez con el presidente a salvo, Stone pelea con Deckert y mientras este último se prepara para matarlo a punta de pistola, Stone lo esquiva y se lanza del tren en el momento en el que el mismo cruzaba un puente sobre un río. El instante es aprovechado por Gibbons, quien dispara un misil hacia el tren haciéndolo estallar, con Deckert aún a bordo del mismo, eliminándolo.
La historia finaliza con un funeral de Estado para Deckert, siendo sepultado y presentado como el verdadero héroe que rescató a Sanford, en una maniobra orquestada para esconder la verdad de lo ocurrido. Al mismo tiempo, Sanford le otorga a Steele y al «Soldado Desconocido» (Stone), la Medalla de Honor, mientras Stone lo observa todo por televisión desde el garaje de Lola. De esta forma, Stone ha salido oficialmente de la prisión y cumpliendo su promesa de no interferir en la vida de Lola, se despide de ella y regresa a su vida anterior, entre coches exóticos y el amor de Lola. Por otra parte, Gibbons, Steele y Shavers se reúnen en la reconstruida sede de la NSA, donde discuten quien debe ser el nuevo agente xXx, a lo que Gibbons responde que ya tiene al candidato ideal para ese puesto.

## Reparto
- Ice Cube: Darius Stone / xXx.
- Samuel L. Jackson: agente de la NSA Augustus Gibbons.
- Willem Dafoe: Secretario de Defensa George Deckert.
- Scott Speedman: agente Kyle Steele.
- Peter Strauss: Presidente de los Estados Unidos James Sanford.
- Xzibit: Zeke.
- Michael Roof: agente Toby Lee Shavers.
- Sunny Mabrey: Charlie Mayweather.
- Nona Gaye: Lola Jackson.
- John G. Connolly: teniente coronel Alabama «Bama» Cobb.
- Ramón de Ocampo: agente Meadows.

## Recepción crítica y comercial
Según la página de Internet Rotten Tomatoes obtuvo un 16 % de comentarios positivos, llegando a la siguiente conlusión: "Todavía más absurda e increíble que la primera película sobre xXx." Destacar el comentario del crítico cinematográfico Roger Ebert:

"¿Que si he disfrutado de la película? Sólo de un modo absurdo. Tiene todo lo que hizo que la primera película fuera entretenida, sólo que menos. ¿Tiene el más mínimo sentido? Por supuesto que no."
Roger Ebert.

Según la página de Internet Metacritic obtuvo críticas negativas, con un 37 %, basado en 31 comentarios de los cuales 6 son positivos. Recaudó 26 millones de dólares en Estados Unidos. Sumando las recaudaciones internacionales la cifra asciende a 71 millones. Su presupuesto fue de aproximadamente 87 millones.

## Localizaciones
xXx: Estado de emergencia se empezó a rodar el 15 de julio de 2004 en diferentes localizaciones de Estados Unidos. Destacando las ciudades de Los Ángeles, Baltimore y Washington.

## DVD y BD
xXx: Estate of the Union salió a la venta el 25 de septiembre de 2005 en España, en formato DVD. El disco contiene menús interactivos, acceso directo a escenas, subtítulos y audio en múltiples idiomas, comentario de los creadores, escenas eliminadas comentadas, xXx: Estate of the Union, según Ice Cube y cómo se hizo. También está disponible en España en formato Blu-ray, habiendo salido a la venta el 28 de agosto de 2008. El disco contiene menús interactivos, acceso directo a escenas, subtítulos y audio en múltiples idiomas, escenas eliminadas, documentales, reportaje sobre los efectos visuales, cuatro escenas multiángulo y comentarios del director y guionista.